# Миксодиатоника
Миксодиато́ника (от лат. mixtus — смешанный, и др.-греч. διατονικός — диатонический), в учении о гармонии Ю. Н. Холопова один из интервальных родов, интервальная структура, состоящая из «сросшихся» друг с другом диатонических полихордов (тетрахордов, трихордов, пентахордов и т. д.).

## Краткая характеристика

Амбитус второго церковного тона (formula secundi toni) на схеме из трактата Псевдо-Одо «Диалог о музыке» (XI в.): в нижнем регистре автор показывает B (си), в верхнем — b (си-бемоль). Источник: I-Fn Conv. soppr. F.III.565, f.39v (дата рукописи ок. 1100 г.)

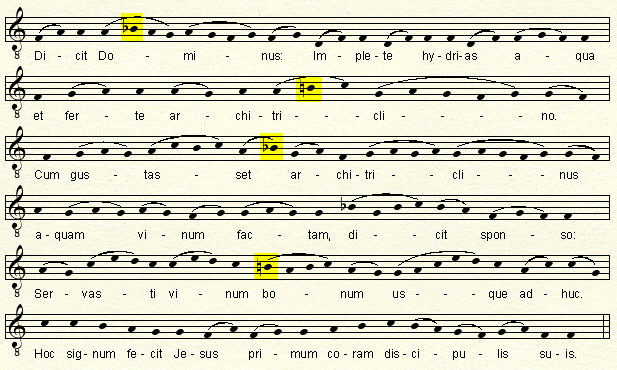
Коммунио «Dicit Dominus» V тона, пример миксодиатоники в григорианской монодии. Другой пример миксодиатоники — антифон VIII тона «Astiterunt reges» (LU, 665-666).

Миксодиатоника включает хроматические интервалы. Однако общая семиступенность (присущая многим европейским музыкальным традициям) и наличие сильного диатонического ядра делают не вполне обоснованным отнесение миксодиатонических звукорядов к хроматическим. Например, в западном плавном распеве (cantus planus), несмотря на то что, в структуре звукоряда «формально» наличествует хроматический полутон B-h, в самих мелодиях (то есть в реальном процессе развёртывания лада) хроматический полутон никогда не встречается. Таким образом, миксодиатоника распева восьмизвучная (её можно схематически представить в виде последовательности семи квинт/кварт), но семиступенная (ступень B/h вариантна).
С другой стороны, нельзя свести миксодиатонику и к некой разновидности диатоники. Передать её выразительность с помощью только лишь 7 тонов квинтовой цепи невозможно — весь эффект данного лада (напр., русских обиходных мелодий с H внизу и b вверху) полностью пропадает.
Если с точки зрения ладовой выразительности можно сравнивать миксодиатонику с диатоникой и хроматикой, то этого нельзя делать с точки зрения интервальных систем, составляющих большой пласт продолжительно «живущего» исторического материала и этим одним уже доказывающих необходимость своего автономного существования. Поэтому миксодиатоника должна трактоваться как полноправный член семьи интервальных систем.
Примеры структур миксодиатонического рода:
- Полная система (или Совершенная система) греков;
- звукоряд западной григорианской монодии;
- дасийный звукоряд (основа ранних органумов);
- звукоряды обиходных ладов (основа знаменного распева)[2];
- звукоряд мелодического минора;
- звукоряд мелодического мажора;
- лидомиксолидийский («подгалянский») лад[3].